# Afrim Tovërlani
Afrim Tovërlani (Pristina, 17 gennaio 1967) è un allenatore di calcio ed ex calciatore kosovaro, in precedenza jugoslavo, di ruolo difensore.

## Biografia
Nato a Pristina, nell'allora provincia autonoma jugoslava del Kosovo.

## Carriera

### Club
Da calciatore giocò per il Priština e per il Flamurtari Priština.

## Allenatore
Da allenatore comincia ad allenare la sua ex squadra il Priština nel 2007, dove ha allenato per anni le squadre giovanili. Nel campionato 2007-2008 la squadra bianco-azzurra domina e vince il campionato con 4 lunghezze di vantaggio sul KF Vëllaznimi. Nella stagione successiva il Priština ottiene un altro successo in campionato battendo le diverse squadre appaiate tra 50 e 46 punti tra le quali KF Besa, KF Vëllaznimi e KF Trepça. In questa stessa stagione la squadra raggiunge la finale di Coppa del Kosovo ma viene sconfitta dal KF Hysi per 2-1.
Nella stagione 2009-2010 il campionato viene vinto dal KF Trepça mentre nella stagione 2010-2011 è il KF Hysi che si aggiudica il torneo.
Nella stagione 2010-2011 il Priština raggiunge nuovamente la finale di Coppa ma viene battuta dal KF Besa per 2-1.
Ha lavorato anche come editorialista sportivo per il quotidiano sportivo kosovaro Express.

## Palmarès

### Allenatore

#### Competizioni nazionali
- Campionato kosovaro di calcio: 4

Pristina: 2007-2008, 2008-2009, 2012-2013
Feronikeli: 2015-2016
- Coppa del Kosovo: 1

Pristina: 2012-2013